# Aiguille de Veress

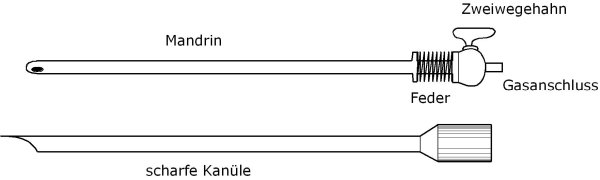
Schéma d'une aiguille de Veress

L'aiguille de Veress est une aiguille hypodermique inventée par le médecin hongrois János Veress.
Elle est munie d’une gaine mousse protégeant son extrémité pointue. Lors de la traversée des tissus, la gaine est rétractée et laisse apparaître la pointe : l'aiguille pénètre donc dans ces tissus.
Lorsque l'aiguille arrive dans une zone creuse (péritoine par exemple), un ressort ramène la gaine en place et rend ainsi l’aiguille mousse. L'aiguille ne blesse pas les tissus sous-jacents.
Un témoin sur la poignée de l’aiguille indique la position de la gaine.